# محمد الأمين الشنقيطي
محمد الأمين الشِّنقيطي . ويُعرف أيضًا باسم آبّ ولد اخطور (1325 – 1393 هـ/ 1907 – 1974 م) علَّامة سعودي الجنسية، من أصل موريتاني، فقيه ومفسِّر وأصولي ولغوي، وعضو هيئة كبار العلماء السعودية، وعضو رابطة العالم الإسلامي.

## أصل القبيلة
هو محمد الأمين بن محمد المختار بن عبد القادر بن محمد بن أحمد نوح بن محمد بن سيدي أحمد بن المختار من أولاد أولاد الطالب أوبك ، وهذا من أولاد أولاد كرير بن الموافى بن يعقوب بن جاكن الأبر ثم ينتهى نسب (جاكن الأبر) بدوره إلى (غالب) جد النبي محمد.

## ولادته وتحصيله
ولد محمد الأمين بن محمد المختار بن عبد القادر بن محمد بن نوح بن محمد بن أحمد بن المختار الجكني الشِّنقيطي نسبة إلى يعقوب الجكني الشنقيطي، في قرية قرو في موريتانيا عام 1325هـ/ 1907م، ونشأ يتيمًا فكفله أخواله وأحسنوا تربيته ومعاملته، فدرس في دارهم علوم القرآن الكريم والسيرة النبوية والأدب والتاريخ، فكان ذلك البيت مدرسته الأولى. ثم اتصل بعدد من علماء بلده فأخذ عنهم، ونال منهم الإجازات العلمية. عُرف عنه الذكاء واللباقة والاجتهاد والهيبة.

## عمله ووظائفه
أصبح محمد الأمين من علماء موريتانيا، وتولى القضاء في بلده فكان موضع ثقة حكامها ومحكوميها. وفي عام 1365هـ قدِمَ إلى المملكة العربية السعودية لأداء فريضة الحج، وكانت رحلة علمية صحبه فيها بعض تلاميذه، فأهدى الملك عبدالعزيز آل سعود إليه الجنسية السعودية، فتولى التدريس في دار العلوم بالمدينة المنورة عام 1369هـ، ثم انتقل إلى الرياض عام 1371هـ للتدريس في المعهد العلمي، وكليتي الشريعة واللغة العربية، ثم عمل عضوًا في المجلس التأسيسي لرابطة العالم الإسلامي، وكان من أوائل المدرِّسين في الجامعة الإسلامية بالمدينة المنورة سنة 1381هـ، ثم عُيِّن عضوًا في مجلس الجامعة، كما عُين عضوًا في مجلس التأسيس لرابطة العالم الإسلامي، وعضوًا في هيئة كبار العلماء في 8 رجب1391 هـ. وامتدَّ نشاطه خارج المملكة ففي سنة 1385 هـ، سافر إلى عدد من الدول الإسلامية للدعوة إلى الله.

## مشايخه
- الشيخ محمد بن صالح.[9]
- الشيخ أحمد الأفرم بن محمد المختار الجكني.
- الشيخ محمد بن النعمة بن زيدان.
- الشيخ أحمد بن عمر.
- الشيخ أحمد فال بن آدو الجكني.
- الشيخ أحمد بن مود الجكني.

## تلاميذه
للشيخ تلاميذ كثيرون في بلاده وفي المسجد النبوي والرياض وصعب إحصاؤهم، منهم على سبيل المثال: الشيخ عبد العزيز بن باز درس عليه في المنطق، والشيخ عطية محمد سالم، والشيخ حمود بن عقلاء الشعيبي، والشيخ حماد الأنصاري، والشيخ سعد بن محمد الشقيران مفتي في القويعية وإمام وخطيب جامعها القديم، والشيخ عبد الرحمن بن عبوده.
ودرس على يده في المعهد العلمي مثل الشيخ محمد صالح بن عثيمين والشيخ عبد الرحمن البراك، والشيخ بكر أبوزيد، وغيرهم الكثير الذين درسوا عليه في الجامعة والمعهد ودروسه في أنحاء السعودية، وممن درس عليه من غبر البلاد العربية ثناء الله المدني و الشيخ أحمد شاكر.

## مؤلفاته
- أضواء البيان في إيضاح القرآن بالقرآن[9]
- دفع إيهام الاضطراب عن آيات الكتاب
- العذب النمير من مجالس الشنقيطي في التفسير[11] وهو كتاب مستخرج من الاشرطة المسجلة لمجالس التفسير للشيخ
- الأسماء والصفات نقلا وعقلا
- ألفية في المنطق
- آداب البحث والمناظرة
- خالص الجمان في أنساب العرب
- نظم في الفرائض
- مذكرة أصول الفقه على روضة الناظر[12]
- رحلة خروجه إلى الحج
- المعلقات العشر وأخبار شعرائها[13]
- منع جواز المجاز في المنزل للتعبد والإعجاز

## بعض أخباره
- يقول تلميذه عبد الله أحمد قادري: «كان قوي العاطفة، يتفاعل مع الآيات، ويظهر لمن يراه ويسمعه أنه يفسر ويتفكر ويتعجب ويخاف ويحزن ويُسر، بحسب ما في الآيات من المعاني».
- «كان يُحرك يديه ويتحرك وهو على مقعده بدون شعور من شدة تفاعله مع معاني الآيات، فكان مقعده يزحف حتى يصل إلى المقعد الذي يقابله من مقاعد الطلاب».
- «وكان يدخل قاعة الدرس وهو مريض لا يكاد يستطيع الكلام من وجع حلقه، ولكنه بعد قليل من بدء المحاضرة ينطلق بصوته وينسى أنه مريض لشدة تفاعله مع المعاني التي يلقيها».
- يقول ابنه عبد الله بن محمد الأمين الشنقيطي: كان والدي ينهانا عن أكل الحوامض، لأن لها أثراً في الحفظ.

## قالوا عن الشنقيطي
- قال فيه محمد بن إبراهيم آل الشيخ: (مُلئَ علماً من رأسه إلى أخمص قدميه) وقال أيضاً: (هو آيةٌ في العلم والقرآن واللغة وأشعار العرب).[9]
- قال عنه ابن باز: (من سمع حديثه حين يتكلم في التفسير، يعجب كثيراً من سَعة علمه واطلاعه وفصاحته وبلاغته، ولا يملُّ سماع حديثه).
- قال عنه الألباني: (من حيث جمعه لكثير من العلوم، ما رأيت مثله) وشبهه بشيخ الإسلام ابن تيمية.
- قال الشيخ بكر أبو زيد: (لو كان في هذا الزمان أحد يستحق أن يُسمّى شيخ الإسلام لكان هو).
- قال حماد الأنصاري: (له حافظةٌ نادرةٌ قوية، ويُعتبر في وقته نادراً).
- قال بكر أبو زيد: (كان متقللًا من الدنيا، وقد شاهدته لا يعرف فئات العملة الورقية).

## وفاته
توفي محمد الأمين الشنقيطي بمكة بعد أدائه فريضة الحج، في 17 ذي الحِجَّة 1393هـ الموافق 10 يناير (كانون الثاني) 1974م . وصُلِّي عليه بالمسجد الحرام، ودُفن في مقبرة المعلاة بمكة. وصُلي عليه صلاة الغائب بالمسجد النبوي الشريف.

## روابط خارجية
- موقع الشيخ